# Estonia na Letnich Igrzyskach Olimpijskich 1920
Debiutującą Estonię na Letnich Igrzyskach Olimpijskich 1920 reprezentowało 14 sportowców, sami mężczyźni. Brali udział w 19 konkurencjach w 3 dyscyplinach. Zdobyli 3 medale, 1 w lekkoatletyce i 2 w podnoszeniu ciężarów.

## Medale
| Medal  | Zawodnik       | Dyscyplina           | Konkurencja   | Data        |
| ------ | -------------- | -------------------- | ------------- | ----------- |
| złoto  | Alfred Neuland | Podnoszenie ciężarów | Waga lekka    | 29 sierpnia |
| srebro | Jüri Lossmann  | Lekkoatletyka        | Maraton       | 22 sierpnia |
| srebro | Alfred Schmidt | Podnoszenie ciężarów | Waga piórkowa | 29 sierpnia |

## Zawodnicy

### Lekkoatletyka
Mężczyźni
- Jüri Lossmann
- Eduard Hermann
- Aleksander Klumberg
- Johann Martin
- Reinhold Saulmann
- Harald Tammer
- Johannes Villemson

| Konkurencja    | Zawodnik            | Wynik        | Miejsce            |
| -------------- | ------------------- | ------------ | ------------------ |
| 200 m          | Reinhold Saulmann   | 25.4         | odpadł w I rundzie |
| 400 m          | Reinhold Saulmann   | 51.6         | odpadł w I rundzie |
| 800 m          | Johannes Villemson  | 2:00.2       | odpadł w I rundzie |
| 1500 m         | Johannes Villemson  | DQ           | DQ                 |
| 1000 m         | Jüri Lossmann       | DNF          | DNF                |
| Maraton        | Jüri Lossmann       | 2.32:48.6    | Srebrny medal      |
| Chód na 3 km   | Eduard Hermann      | DQ           | DQ                 |
| Chód na 10 km  | Eduard Hermann      | DQ           | DQ                 |
| Skok o tyczce  | Johann Martin       | NM           | NM                 |
| Pchnięcie kulą | Harald Tammer       | 13.605       | 6.                 |
| Rzut oszczepem | Aleksander Klumberg | 62.390       | 5.                 |
| Pięciobój      | Aleksander Klumberg | 4 dyscypliny | 8.                 |
| Dziesięciobój  | Aleksander Klumberg | DNF          | DNF                |

### Podnoszenie ciężarów
Mężczyźni
- Alfred Neuland
- Alfred Schmidt
- Karl Kõiv

| Konkurencja   | Zawodnik       | Wynik    | Miejsce       |
| ------------- | -------------- | -------- | ------------- |
| Waga piórkowa | Alfred Schmidt | 210      | Srebrny medal |
| Waga piórkowa | Karl Kõiv      | 190      | 7.            |
| Waga lekka    | Alfred Neuland | 257.5 OR | Złoty medal   |

### Zapasy
Mężczyźni
- Eduard Pütsep
- Mihkel Müller
- Herman Kruusenberg
- Artur Kukk

| Konkurencja               | Zawodnik           | Odpadł   |
| ------------------------- | ------------------ | -------- |
| Klasyczny, waga piórkowa  | Eduard Pütsep      | runda 4. |
| Klasyczny, waga średnia   | Mihkel Müller      | runda 1. |
| Klasyczny, waga półciężka | Herman Kruusenberg | runda 2. |
| Klasyczny, waga ciężka    | Artur Kukk         | runda 2. |